# Ẽfini

馬自達Ẽfini商標

Ẽfini（日语：アンフィニ）為1980年代後半日本泡沫經濟最盛時期馬自達汽車公司為了多品牌策略發展，而在日本市場設立的三個子品牌之一；其餘兩個子品牌是Eunos和Autozam；同時這三個副品牌也是其旗下三個銷售通路體系。隨著日本泡沫經濟崩解，這種多品牌策略失利，使得該公司陷入經營危機，於是在1996年宣告終止。

## 概要

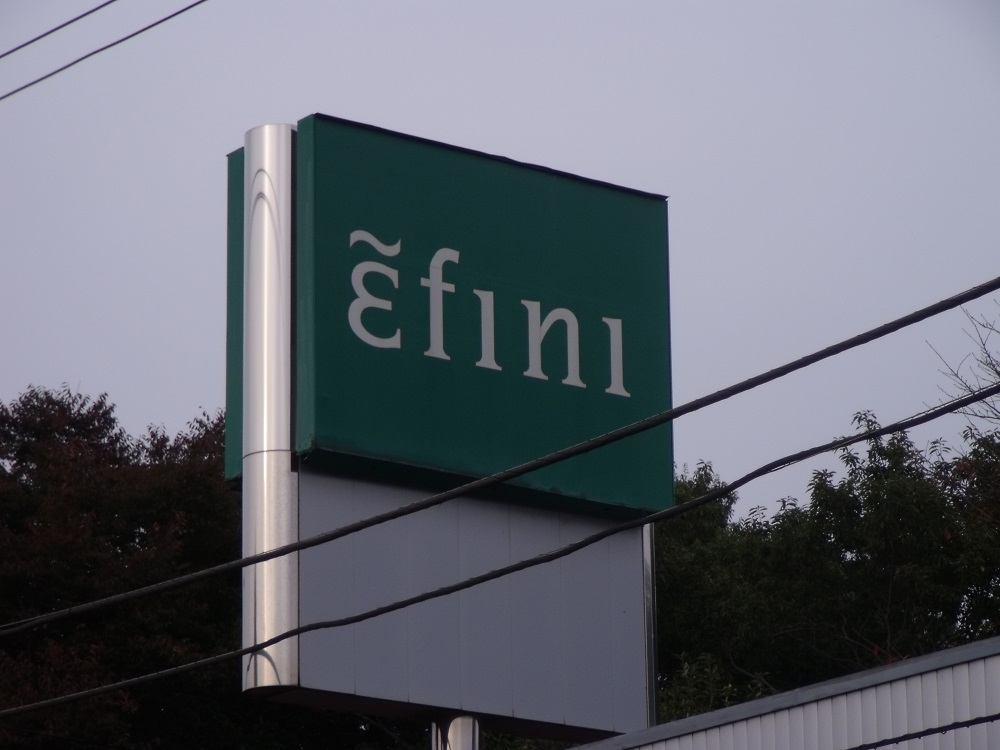
經銷商的廣告招牌

原先稱之為「Mazda Auto」，1991年馬自達五大銷售通路體系（Mazda、Autozam、Eunos、Ẽfini、Autorama〔專門銷售福特車種〕）確立後，更名為「Mazda Ẽfini」（源自法語單詞infini的國際音標）不過一般日本消費者習慣略稱為「Ẽfini」（アンフィニ）。該子品牌專門銷售運動化的性能車款，著名車款有Ẽfini RX-7。目前和Autozam一樣，馬自達仍使用此名稱來運作經銷商體系。

## 車種一覽
下列為Ẽfini的車種：
- 1990年 - Ẽfini MPV（即為馬自達MPV）
- 1991年 - Ẽfini MS-6（馬自達626的兄弟車）
- 1992年 - Ẽfini MS-8（此子品牌最獨特的車種）
- 1991年 - Ẽfini MS-9（馬自達929的兄弟車）
- 1991年 - Ẽfini RX-7（即為馬自達RX-7）

## 外部連結
- 馬自達全球官方網站 （页面存档备份，存于）
- 馬自達日本官方網站 （页面存档备份，存于）